# Royal Anvers FC Ladies
Le Royal Anvers FC Ladies était un club de football féminin belge situé à Anvers dans la province d'Anvers. 

## Histoire
Après la disparition du Beerschot AC Dames en 2013, il fallait un club anversois en BeNe Ligue et ce fut le Royal Antwerp FC. Il a été actif pendant une seule saison. 

## Saison par saison duRoyal Anvers FC Ladies
| Saison    | Div. | Class. | Pts | Joués | V | N | D  | BP | BC | Coupe de Belgique |
| 2013-2014 | BNL¹ | 14e    | 9   | 26    | 1 | 6 | 19 | 17 | 89 | 1/4 finale        |

### Statistiques
- Le Royal Antwerp FC Ladies a joué 1 saison, disputé 26 rencontres, remporté 9 points, gagné 1 fois, fait match nul 6 fois, perdu 19 fois, inscrit 17 buts et en a encaissé 89.